# Афганський хліб
Афганський хліб (Нан і-Афгані; перс. نان افغانی) — афганський національний хліб. Овальної або прямокутної форми, випікається у тондирі, циліндричній печі, яка є основним кулінарним обладнанням субконтинентального регіону. Афганська версія тандиру знаходиться над землею і виготовлена з цегли, яку нагрівають для приготування хліба. Хліб, також відомий як наан, ліпиться, а потім приклеюється до внутрішньої стінки печі для випікання. Схожий на Наан з пакистанської провінції Хайбер-Пахтунхва. Хліб посипають чорнушкою або кмином, як для прикраси, так і для смаку, а в тісті наносять довжини ліній, щоб додати текстуру хлібу.
У Західних країнах афганський хліб зазвичай продають у близькосхідних продовольчих магазинах. В Афганістані пекар все ще готує хліб традиційним способом, розподіляючи тісто навколо тандиру, так що він швидко роздувається і починає рум'янитися та виділяти запах свіжого хліба, який притягує натовп людей із самого ранку. Потім пекар використовує двоє довгих залізних щипців, щоб витягнути хліб зі стіни тандира. Афганці носять хліб у тканих мішках.
Подібно до практики в арабських країнах, хліб подають до більшості страв і, як правило, розривають на шматочки. Під час їжі ним огортають продукти, щоб їх можна було взяти й перенести в рот, подібним чином, як сандвіч, а також розсмоктувати рідини на тарілці. Оскільки в Афганістані люди зазвичай їдять руками, хліб, таким чином, виконує роль посуду; порівняно із західними кулінарними стандартами, щось схоже як на виделку, так і на ложку.
На смак хліб схожий на вірменський хліб лаваш, а також на іранський хліб барбарі. Має твердий та насичений смак.